# 648 pr. n. št.

## Smrti
- Šamaš-šum-ukin, kralj Babilonije (* ni znano)